# Cantone di El Tambo
Il cantone di El Tambo è un cantone dell'Ecuador che si trova nella provincia di Cañar.
Il capoluogo del cantone è El Tambo.